# Honda Torneo
Honda Torneo – 4-drzwiowy sedan klasyfikowany w segmencie D produkowany pod marką Honda w latach 1997-2002. Oferowany tylko na rynku japońskim. Do napędu używano silników o mocy maksymalnej 140-220 KM.